# Illésy Sándor (polgármester)
Illésy Sándor (Pest, 1830. június 21. – Budapest, 1886. március 19.) nagykun-kerületi kapitány és Kisújszállás polgármestere.

## Élete
Illésy László huszár százados és Zmeskát Johanna fia. Tanulmányait szülővárosában kezdte, Kisújszálláson és Debrecenben folytatta, majd az 1848–49-es forradalom és szabadságharc őt is a tettek mezejére szólította. Szenttamásnál feltűnt vitézi bátorsága és 1848 szeptemberében mint nemzetőr századosra Görgey Artúr rá bízta a csepel-szigeti ercsi pozíció védelmét. Majd főhadnagyi ranggal a nemzetőröktől a 19. számú honvédzászlóaljhoz  került, ahol mint századparancsnok működött és 1848-49 telét a rácokkal való folytonos csatározással töltötte.
1849 februárjában és márciusában a cibaki és szolnoki ütközetekben vett részt. Cibaknál társaival Leiningen őrnagyot (később tábornok) 17 legényével együtt kivágta az ellenség kezéből és még három tisztet és 32 közembert fogott el; ezért századossá léptették elő. Részt vett a tápióbicskei, isaszegi, váci, nagysarlói és komáromi ütközetekben.
Budavár bevételénél századával az elsők közt volt; majd Perednél, Zsigárdnál és ismét Komáromnál harcolt.
A júliusi ütközetben elfogták, és Olmützbe, majd Theresienstadtba szállították; négy havi fogság után besorozták, és előbb a 14., majd az 58. számú gyalogezredbe, ahol mint közember, később mint hadnagy szolgált. 1855-ben tiszti rangjáról lemondván, szüleinek birtokára Kisújszállásra tért haza; innét a gróf Károlyi uradalmába távozott, ahol két évig gyakornokoskodott.
Atyjának halála után hazatért, és kizárólag a gazdaságának élt. 1870-től Kisújszállás főbírája, 1872-ben pedig a nagykunok kapitánya lett, mely tisztét az új megyei szervezésig viselte; ekkor Kisújszállás polgármesterének választották. Trefort Ágoston miniszter az iparművészeti országos tanács felügyelő bizottmánya tagjává nevezte ki. 12 évig volt a megye lótenyésztési bizottságának elnöke és a nagykunsági takarékpénztár igazgatója.
Cikke a Budapesti Hirlapban (1884. 97. sz. A czibaki ütközet.)

## Külső hivatkozások
- Személyek